# 三重県外国人学校一覧
三重県外国人学校一覧（みえけんがいこくじんがっこういちらん）は三重県におけるインターナショナル・スクール（外国人学校）の一覧。

## 朝鮮学校

### 四日市市
- 四日市朝鮮初中級学校

## ブラジル学校

### 四日市市
- ニッケン学園

### 鈴鹿市
- エスコーラ・アレグリア・デ・サベール　鈴鹿校